# Джекман, Баррет
Баррет Джекман (англ. Barret Jackman; род.5 марта 1981, Трейл, Британская Колумбия, Канада) — бывший профессиональный канадский хоккеист, выступавший на позиции защитника. Чемпион мира по хоккею с шайбой 2007 года.

## Игровая карьера
Джекман был выбран на драфте 1999 года клубом «Сент-Луис Блюз» в 1 раунде под общим 17 номером.
В «Реджайна Пэтс» стал самым молодым капитаном команды.
Сезон 2002/03 закончил с коэффициентом полезности +23, став тем самым, лидером среди новичков НХЛ по этому показателю. По итогам сезона Джекман стал обладателем Колдер Трофи, обойдя в голосовании Хенрика Зеттерберга из «Детройт Ред Уингз» и «Рика Нэша из «Коламбус Блю Джекетс».
Большую часть сезона 2003/04 пропустил из-за травмы плеча, сыграв в общей сложности в НХЛ всего 15 матчей.
Во время локаута в НХЛ в сезоне 2004/05 играл в составе «Миссури Ривер Оттерз».
18 июня 2012 подписал новый трёхлетний контракт с «Сент-Луис Блюз» общей стоимостью 9,5 млн. долл. (3,16 млн. долл. за сезон).
После окончания контракта с «блюзмэнами» заключил 2-летний договор с «Нэшвилл Предаторз» с окладом $ 2 млн в год.
4 октября 2016 года объявил о завершении карьеры игрока.

## Международные выступления
Выступал в составе сборной Канады на Чемпионате мира 2007 года, где канадцы взяли золото, обыграв в финале финнов со счётом 4-2. Кроме того Джекман дважды играл на Молодёжных чемпионатах мира в 2000 и 2001 году, на которых сборная Канады становилась бронзовым призёром.

## Статистика
| Легенда | Легенда                    | Легенда | Легенда                   | Легенда | Легенда    |
| ------- | -------------------------- | ------- | ------------------------- | ------- | ---------- |
| И       | Количество проведённых игр | Штр     | Штрафное время            | +/−     | Плюс-минус |
| Г       | Голы                       | П       | Голевые передачи          | О       | Очки       |
| -       | Статистика неизвестна      | —       | Статистика не учитывалась |         |            |

## Награды
| Награда               | Год  |
| --------------------- | ---- |
| НХЛ                   |      |
| Сборная всех новичков | 2003 |
| Колдер Трофи          | 2003 |
| Международные         |      |
| Чемпион мира          | 2007 |